# Модрооки сатир
Модрооки сатир (лат. Minois dryas) врста је лептира из породице шаренаца (лат. Nymphalidae).

## Опис врсте
Сличан је великом сатиру по боји и величини, а одају га нешто већа окца на предњим крилима и плавичасти одсјај њиховог средишта. Боја доње стране крила је прилично уједначена.
- Minois dryas ♂
- Minois dryas ♂   △

## Распрострањење и станиште
Среће се на нешто заклоњенијим ливадама, обично уз шуме и жбуњаке. Насељава локално централну Европу.

## Биљке хранитељке
Биљке хранитељке су траве.